# Andrea Corsini (cardenal)
Andrea Corsini (Florència, 11 de juny de 1735 – Roma, 18 de gener de 1795) va ser un cardenal italià. És homònim de sant Andreu Corsini, que provenia de la mateixa família.

## Biografia
Fill de Filippo Corsini i Ottavia Strozzi Mallorca Rienzi, era el besnet del papa Climent XII i nebot del cardenal Neri Maria Corsini.
El Papa Climent XIII el va crear cardenal diaca de Sant'Angelo in Pescheria al consistori del 24 de setembre de 1759, quan tenia 24 anys, i tot i que encara no havia rebut els ordes. Quatre mesos més tard va rebre els ordres menors.
En 1769 va ser ordenat sacerdot i més tard aquest mateix any es va optar pel títol de San Matteo in Merulana, del qual va ser l'últim propietari.
El 4 de març de 1771 es va convertir en Camarlenc del Col·legi Cardenalici. Va ser prefecte del Tribunal Suprem de la Signatura Apostòlica. En 1773 va ser membre de la comissió que va suprimir la Companyia de Jesús. Va ser tresorer del Col·legi Romà i el Seminari Romà.
En 1776 va optar per la seu suburbicària de Sabina i va ser consagrat bisbe. Des 1793 era vicari general de Sa Santedat per a la ciutat de Roma i el districte.
Va consagrar diversos bisbes, entre ells, el 1784, Mercuriale Prati com a bisbe de Forlì.
Va morir el 18 de gener de 1795 i el funeral va tenir lloc a la basílica de Santa Maria in Trastevere. Va ser enterrat a la Capella Corsini de la basílica de Sant Joan del Laterà.